# توتس موندت
جيمس إرفين «توتس» موندت (بالإنجليزية: Toots Mondt)‏  (18 يناير 1894  - 11 يونيو 1976)  كان مصارع أمريكي محترف ومروج لمصارعة المحترفين ولقد أحدث ثورة في صناعة المصارعة في أوائل إلى منتصف عقد 1920 وكان ذلك بالتعاون مع شركة دبليو دبليو إي.

## وفاته
توفي في يوم 11 يونيو 1976 بعد صراع طويل مع المرض عن عمر يناهز 82 سنة.

## روابط خارجية
- توتس موندت على موقع دبليو دبليو إي (الإنجليزية)
- توتس موندت على موقع CageMatch worker (الإنجليزية)
- توتس موندت على موقع عالم المصارعة على الإنترنت (الإنجليزية)
- توتس موندت على موقع عالم المصارعة على الإنترنت (الإنجليزية)